# 성두항
성두항은 전라남도 여수시 돌산읍 성두리에 위치한 어항이다. 1972년 3월 7일 지방어항으로 지정하여 관리하고 있다. 시설관리자는 여수시장이다.

## 어항 구역
본 항의 어항구역은 다음과 같다.
- 수역: 돌산읍 성두리 노랑바위 끝에서 통끝을 연결하는 선내수역

## 어항 시설
- 계류시설 75m, 외곽시설 141m

## 기본 계획
- 계류시설 177m, 외곽시설 280m[1]

## 정비 계획
- 계류시설 102m, 외곽시설 139m[2]

## 주요 어종
- 감성돔, 숭어

## 찾아가는 길
- 철도: 여수역 도착→ 여수역(999번) → 진남관(돌산방면 109번, 114번, 116번) → 군내 → 성두
- 버스: 여수시외버스터미널도착 → 터미널(돌산방면 109번, 114번, 116번) → 군내 → 성두
- 자가용: 순천 IC → 여수시 → 돌산읍 군내리 → 성두